# NGC 1663
NGC 1663 (również OCL 461) – gromada otwarta znajdująca się w gwiazdozbiorze Oriona. Odkrył ją William Herschel 10 lutego 1784 roku. Jest położona w odległości ok. 2,3 tys. lat świetlnych od Słońca.